# Segno di Simmonds-Thompson
Il test o segno di Simmonds-Thompson (alle volte indicato solo con l'uno o con l'altro eponimo), è una manovra semeiologica dell'esame obiettivo dell'arto inferiore che, se positiva, indica una rottura completa del tendine achilleo.
Il segno deve il suo nome a Franklin Adin Simmonds (1911-1983), chirurgo ortopedico del Rowley Bristow Hospital (nel Surrey), ed a Theodore Campbell Thompson (1902-1986), direttore del The Hospital for Special Surgery di New York, i quali lo descrissero in maniera indipendente, nel 1957 e nel 1962 rispettivamente.

## Tecnica
L'esaminatore comprime tra le dita il polpaccio del paziente, disteso in posizione prona con i piedi oltre il bordo del lettino; in condizioni normali la spremitura delle masse muscolari provoca la flessione plantare del piede, mentre quando vi è una soluzione di continuo a tutto spessore delle strutture tendinee calcaneari posteriori essa evoca dolore intenso senza alcun movimento del piede.